# Chumillas
Chumillas é um município da Espanha, na província de Cuenca, comunidade autônoma de Castela-Mancha. Tem 40,19 km² de área e em 2021 tinha 58 habitantes (densidade: 1,4 hab./km²). Limita com os municípios de Barchín del Hoyo, Monteagudo de las Salinas, Olmeda del Rey, Piqueras del Castillo, Solera de Gabaldón e Las Valeras.